# Kyzylkilisa
Kyzylkilisa är ett vattendrag i Armenien. Det ligger i den nordvästra delen av landet, 120 kilometer nordväst om huvudstaden Jerevan.
Runt Kyzylkilisa är det ganska tätbefolkat, med 129 invånare per kvadratkilometer.